# Gallus Cornelius Caius
Gallus Cornelius Caius (n. 69 î.Hr. - d. 26 î.Hr.) a fost un om politic și poet liric latin. Originar dintr-o famile de liberți din Forum Livii - Forlì - (Italia), tovarăș de studii și prieten al viitorului împărat Augustus, Gallus participă la războaiele civile de partea acestuia, contrbuind la cucerirea și pacificarea Egiptului (31 î.Hr. - 30 î.Hr.) , al cărui prim prefect devine. Ambiția și vanitatea sa au determinat rechemerea, judecarea, apoi exilul, în timpul căruia se sinucide. Orator și poet de talent, prieten al lui Vergiliu, Gallus traduce în limba latină opera poetului grec Euphorion din Chalcis și publică în jurul anului 40 î.Hr. Amores (Iubirile) , patru cărți de elegii închinate iubitei, Lycoris, prin care devine creatorul așa-numitei „elegii erotice subiective latine”. Întreaga sa operă poetică, foarte apreciată de Vergiliu, a dispărut, probabil, după condamnarea sa.